# Шелест, Алла Яковлевна
Алла Яковлевна Ше́лест (1919—1998) — советская прима-балерина. Народная артистка РСФСР (1957).

## Биография
Родилась 26 февраля 1919 года в Смоленске. Училась в ЛХУ у Е. П. Гердт и А. Я. Вагановой. В 1937—1963 годах — балерина ЛАТОБ имени С. М. Кирова.
В 1952—1955 годах педагог ЛАХУ имени А. Я. Вагановой. В 1959—1963 годах — балетмейстер-репетитор ЛАТОБ имени С. М. Кирова; в 1970 году — педагог-репетитор Будапештского театра оперы и балета; в 1965—1970 годах — преподаватель кафедры режиссуры (курс Мастерство балетмейстера) в ЛГК имени Н. А. Римского-Корсакова. В 1971 году — Педагог — репетитор в «Aterballetto» в Реджо-нель-Эмилия, Италия; дальнейшем имела статус «guest professor» — приглашённого педагога. Работала в разных компаниях, в том числе в Мариинском театре (1989—1994).
В 1970—1973 годах была главным балетмейстером Куйбышевского театра, на сцене которого поставила балеты «Лебединое озеро», «Жизель».
Выдающаяся балерина драматического и трагедийного дарования. Для Аллы Шелест характерны строжайший отбор деталей, скрупулёзная выверенность сценического рисунка роли, отточенность движений, достигаемые пластической режиссурой собственных ролей. Шелест была непревзойдённой Эгиной в спектакле „Спартак“ Леонида Якобсона на музыку Арама Хачатуряна. Актриса создала образ сильной, властной, коварной и обольстительной куртизанки. Огромная внутренняя сила и затаённая страстность прочитывалась в другом шедевре Шелест — миниатюре „Вечный идол“ („Хореографические миниатюры“)»
Жила в Ленинграде (Санкт-Петербурге) в доме № 60 на Литейном проспекте и в доме № 5 на улице Куйбышева, напротив особняка Матильды Кшесинской. Скончалась 7 декабря 1998 года в Санкт-Петербурге. Похоронена на Литераторских мостках Волковского кладбища.

### Семья
Её первым (фактическим) супругом был знаменитый советский хореограф Юрий Григорович. Позже балерина вышла замуж за хореографа и балетмейстера Рафаила Вагабова.

## Партии в спектаклях
- 1940 — Балет «Тарас Бульба» — Оксана, на Сцене ЛАТОБ имени С. М. Кирова, балетмейстер — Фёдор Лопухов
- 1946 — «Золушка» — Злюка , балетмейстер — Сергеев, Константин Михайлович
- 1951 — «Шурале» — Сюимбике
- «Пламя Парижа». Мирель де Пуатье. Балетмейстер Василий Вайнонен, композитор Борис Асафьев.
- 1956 — «Спартак» — Эгина, балетмейстер — Леонид Якобсон
- 1957 — «Каменный цветок» Катерина, Хозяйка медной горы, ассистент балетмейстера, постановка — Юрия Григоровича
- 1961 — «Маскарад». Баронесса Штраль. Балетмейстер Борис Фенстер, композитор Л.Лапутин.
- «Легенда о любви» — Мехменэ Бану, балетмейстер Юрий Григорович
- «Лебединое озеро» — Одетта и Одиллия
- «Баядерка» — Никия
- «Ромео и Джульетта» — Джульетта, балетмейстер Леонид Лавровский
- «Конёк-Горбунок» — Царь-девица
- «Жизель» — Жизель, Мирта
- «Раймонда» — Раймонда
- 1943 — «Спящая красавица» — Аврора, Фея Сирени
- «Вальпургиева ночь» — Вакханка
- «Бахчисарайский фонтан» — Зарема
- «Слепая» (на музыку Мануэля Понсе, в аранжировке Я. Хейфеца). «Поцелуй» (на музыку К.Дебюсси). «Вечный идол»(из триптиха на темы О. Родена, на музыку К. Дебюсси, партнёр — И. Чернышёв) — «Хореографические миниатюры» Л. В. Якобсона
- «Шопениана» — «Прелюд» и «Седьмой вальс»
- «Египетские ночи» — Клеопатра
- «Лауренсия» (на музыку А. Крейна) — Лауренсия,Хасинта, балетмейстер Вахтанг Чабукиани.
- «Дон Кихот» — Уличная танцовщица
- Моно-балет «Перекрёсток» — «Муза поэта», балетмейстер Рафаил Вагабов, гитара — Пако де Лючия.

Из отзыва Вадима Гаевского

«В недрах движения — не витальная сила, но священный огонь, в текстах танца — невероятная интенсивность. Современный, весьма изощренный пластический слог, современная — одинокая — фея. Совсем не сильфида, центральный персонаж поэтического балета прошлых эпох, скорее избранница, с одной, но пламенной страстью в душе, до конца преданная своему выбору, своему божеству, своему искусству. И полная внутренних видений — в чём её главный, счастливый и мучительный дар, тот дар, которым она одаривала посвящённых… 

Врожденный ассоциативный талант Шелест позволял ей наполнять отвлеченный хореографический текст красочным образным подтекстом. Эффект был нагляден и очень велик…» — Вадим Гаевский. Статья «Явление Шелест»

Могила А. Я. Шелест на Литераторских мостках

.

## Балетмейстер-постановщик
- 1957 — «Каменный цветок», ассистент балетмейстера (на музыку С. С. Прокофьева)
- 1965 — «Дон Кихот». Куйбышевский театр оперы и балета. Хореография Горский-Петипа в редакции Шелест. 1967 театр Оперы и балета г. Тимишоара, Румыния.
- 1970 — «Жизель» — Тарту, Ванемуйне, 1973 Куйбышевский театр, 1975 Таллин, Эстония. Хореография Перро-Петипа в редакции Шелест.

В различные годы ставила концертные номера на музыку советских и зарубежных композиторов.

## Фильмография
- 1952 — Концерт мастеров искусств[6]
- 1960 — «Хореографические миниатюры»
- 1989 — «Бумажные глаза Пришвина»

## Награды и звания
- Сталинская премия второй степени (1947) — за исполнение партии Злюки в балетном спектакле Золушка С. С. Прокофьева
- Сталинская премия второй степени (1951) — за исполнение партии Сюимбике в балетном спектакле «Шурале»
- Заслуженная артистка РСФСР (7 мая 1953)
- Народная артистка РСФСР (22 июня 1957)

## Сочинения
- 1964 — Алла Шелест. «Шекспир в моей жизни». — СПб., 1964. — (4).
- 1979 — Алла Шелест. «Диалектика педагогики». — СПб., 1979. — (11).
- 1982 — Алла Шелест. «Академия танца». — СПб., 1982. — (5).
- 1988 — Алла Шелест. «Сопричастность». — СПб.: «Нева», 1988. — (9).

## Документальный фильм
- Алла Шелест на YouTube — Документальный фильм/ Говорят её друзья: Борис Львов-Анохин, Галина Уланова, Майя Плисецкая, Вахтанг Чабукиани, Никита Долгушин, Мстислав Ростропович, Светлана Хумарьян
- Алла Шелест на YouTube в телебалете «Хореографические миниатюры», 1960
- Алла Шелест на YouTube в передаче «Абсолютный слух» на телеканале «Культура», выпуск 6/31. Дата 6 октября 2010 года

## Память
- В Самаре с 2001 года проходит ежегодный Фестиваль классического балета имени Аллы Шелест. В 2011 г. он вошел в Ассоциацию Европейских Фестивалей[8].